# Sujin
Sujin, född 148 f.Kr., död 30 f.Kr., var regerande kejsare av Japan mellan 97 f.Kr. och 30 f.Kr.